# Adriana Araújo (journaliste)
Pour les articles homonymes, voir Araújo (homonymie).
Adriana Fátima de Araújo, mieux connue comme Adriana Araújo (née le 18 avril 1972 à Itabirito), est une journaliste et présentatrice de télévision brésilienne.

## Carrière
Diplômée en journalisme de l'Université pontificale catholique du Minas Gerais, Adriana commence sa carrière en 1992 comme reporter pour le journal de Belo Horizonte Diário do Comércio et TV Globo Minas. En 1995, elle rejoint TV Globo, où elle écrit des articles pour le Jornal Nacional et Bom Dia Brasil. En 2002, elle est transférée à Brasilia, où elle devient journaliste politique et économique au Jornal Hoje.
En janvier 2006, elle est engagée par RecordTV pour présenter, aux côtés de Celso Freitas, le nouveau Jornal da Record et, à partir de 2007, également Entrevista Record sur Record News. En 2009, avec l'embauche d'Ana Paula Padrão pour présenter le Jornal da Record, Adriana devient correspondante à New York. En 2010, elle se rend au Chili pour couvrir le sauvetage des mineurs coincés à San José, puis au Japon pour couvrir l'accident nucléaire de Fukushima. Le 1er novembre 2010, Adriana a interviewé en exclusivité la présidente nouvellement élue Dilma Rousseff pour Jornal da Record. En 2012, elle a été envoyée à Londres pour couvrir les Jeux Olympiques de 2012,,.
Entre le 2 décembre 2012 et le 17 mars 2013, elle fait partie du quatuor de présentateurs de l'hebdomadaire Domingo Espetacular, aux côtés de Paulo Henrique Amorim, Janine Borba et Fabiana Scaranzi,. Le 26 mars 2013, Adriana reprend le commandement, avec Celso Freitas, du Jornal da Record après le départ d'Ana Paula Padrão,,,,. En 2020, elle est transférée du Jornal da Record au Repórter Record Investigação. En 2021, insatisfaite de l'espace limité, elle quitte RecordTV et signe avec Band,,.
En janvier 2022, le journaliste fait ses débuts comme intervieweur pour Canal Livre. Quelques jours plus tard, Band confirme la création d'un nouveau programme d'information de midi avec une présentation du nouvel employé, qui a lieu le 4 avril, avec le début du programme d'information local Boa Tarde São Paulo. Auparavant, elle fait également ses débuts sur Rádio BandNews FM avec l'émission Entre Nós. Le 5 juin 2023, la journaliste Adriana Araújo prend définitivement les commandes du Jornal da Band.

## Prix
Adriana Araújo reçoit la médaille « Francisco Homem Del Rey » en 2013, la plus haute distinction décernée par le pouvoir législatif de la municipalité d'Itabirito, ville natale du journaliste.
En 2012, son reportage O Inferno de Potosí (L'Enfer de Potosí), réalisé par elle en Bolivie et diffusé sur Domingo Espetacular, est finaliste pour le Prêmio Esso de Jornalismo. Le rapport montre les conditions de travail des mineurs dans les montagnes de Potosí, considérées comme analogues à l'esclavage.